# Kênh đầu tư vàng

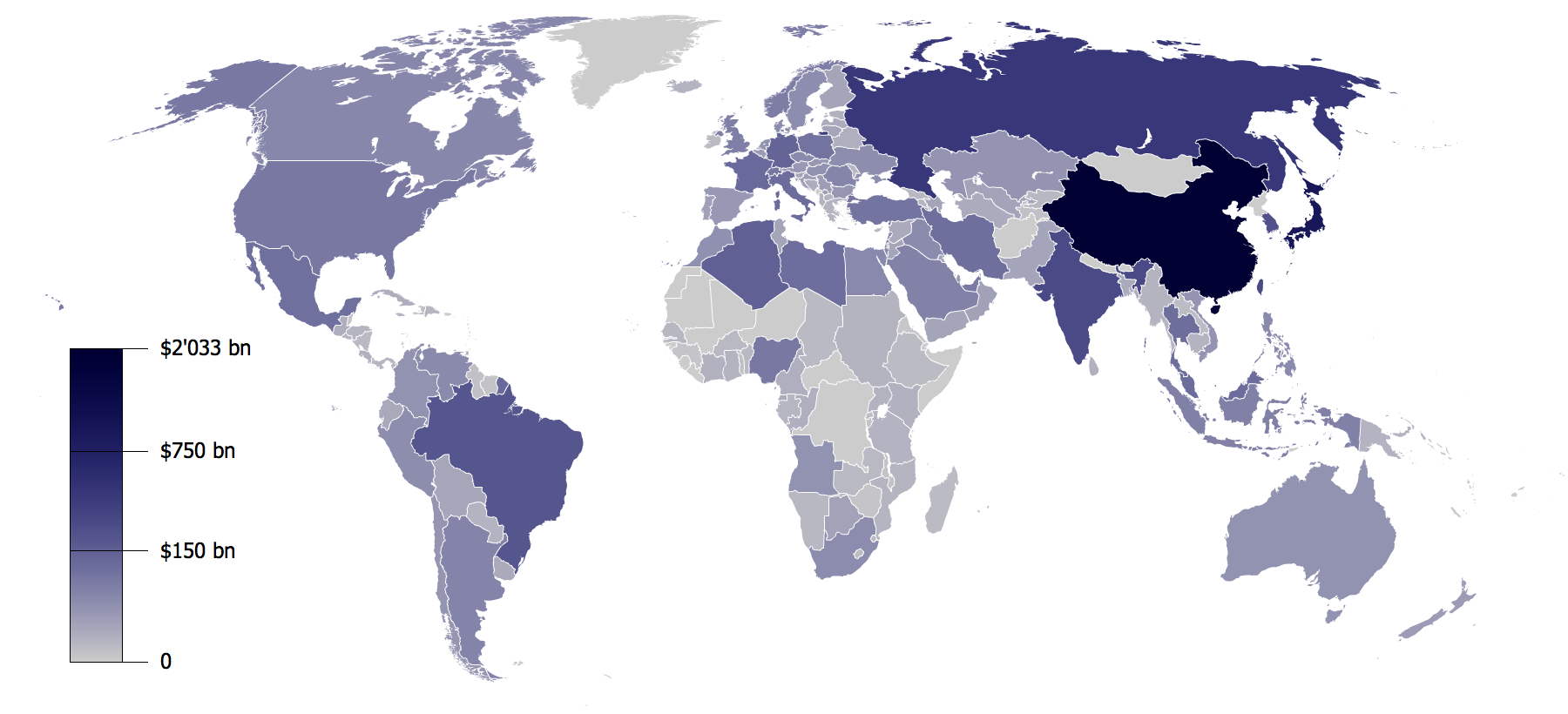
Dự trữ ngoại hối và vàng tháng 3 năm 2009

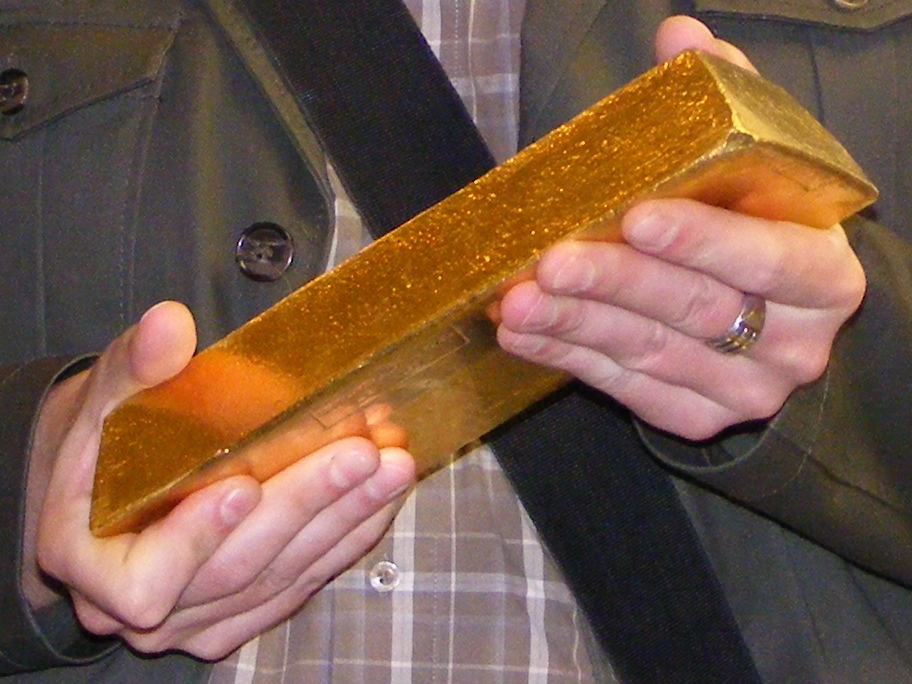
Một thanh Hàng phân phát (Good Delivery) là một thỏi vàng lớn, nó chính là tiêu chuẩn trong thương mại trên những thị trường vàng quốc tế lớn.

Trong các kim loại quý, vàng là một kênh đầu tư phổ biến nhất. Các nhà đầu tư mua vàng để dự trữ và là địa chỉ an toàn trước những biến động về kinh tế, chính trị, xã hội hoặc khủng hoảng tiền định danh (fiat money) (bao gồm cả sự suy giảm của thị trường đầu tư, nợ quốc gia đang gia tăng, suy thoái tiền tệ, lạm phát, chiến tranh và bất ổn xã hội). Thị trường vàng cũng bị ảnh hưởng bởi sự đầu cơ như các hàng hóa khác, đặc biệt thông qua sử dụng những hợp đồng tương lai (futures contract) và hàm phiếu. Lịch sử của bản vị vàng, vai trò của dự trữ vàng trong các ngân hàng trung ương, sự tương quan thấp của vàng với giá cả của các hàng hóa khác, và giá cả của nó liên quan đến tiền định danh trong cuộc khủng hoảng tài chính 2007-2010, cho thấy vàng có nhiều đặc điểm của tiền.